# Dret lingüístic del català
La llengua catalana és legislada pel dret de diferents entitats administratives on històricament s'ha parlat.

## Territoris
- Catalunya:
  - L'Estatut d'Autonomia de Catalunya Arxivat 2009-02-02 a Wayback Machine. de 2007 a l'article 6 es refereix a la llengua pròpia i les llengües oficials.
  - La Llei de política lingüística Arxivat 2007-12-30 a Wayback Machine. de 1998 desenvolupa les competències en legislació lingüística.

- País Valencià:
  - L'Estatut d'Autonomia del País Valencià de 2007, al seu article 6, es refereix a la llengua pròpia.
  - La Llei d'Ús i Ensenyament del Valencià desenvolupa les competències en legislació lingüística.

- Illes Balears:
  - L'Estatut d'Autonomia de les Illes Balears de 2007 fa referència a l'oficialitat de les llengües.
  - La Llei de normalització lingüística a les Illes Balears Arxivat 2006-10-20 a Wayback Machine. desenvolupa les competències en legislació lingüística.

- Catalunya del Nord: la Carta en favor del català, aprovada l'any 2007, reinstaura la legislació lingüística a favor de l'ús del català a la Catalunya del Nord. Charte en faveur du Catalan Arxivat 2008-02-07 a Wayback Machine. Document d'aprovació Arxivat 2008-02-07 a Wayback Machine.

- Andorra: vegeu les legislacions estatals més avall.

- Franja de Ponent (Aragó): 
  - L'Estatut d'Autonomia d'Aragó Arxivat 2011-09-05 a Wayback Machine. vigent (aprovat l'any 2007) es refereix a les llengües i modalitats lingüístiques a l'article 7.
  - La Llei de patrimoni cultural Arxivat 2009-06-30 a Wayback Machine.de 1997 considera el català i l'aragonès llengües minoritàries d'Aragó.
  - Les Corts d'Aragó debateren un Avantprojecte de Llei de llengües que no va ser aprovat.

- Alguer (Sardenya): des de 1997 compta amb la llei de Promozione e valorizzazione della cultura e della lingua della Sardegna Arxivat 2009-02-21 a Wayback Machine. atorgada pel Consell Regional de Sardenya.

- Carxe (Múrcia): el català dels municipis del Carxe es regeix subsidiàriament per la Constitució Espanyola.

## Estats
- Andorra:
  - La Constitució del Principat d'Andorra Arxivat 2011-07-06 a Wayback Machine. declara el català com a llengua oficial de l'Estat
  - La Llei d'ordenació de l'ús de la llengua oficial[Enllaç no actiu] desenvolupa l'oficialitat de la llengua.

- Espanya: la Constitució Espanyola Arxivat 2019-08-29 a Wayback Machine. es refereix a les llengües i modalitats lingüístiques al seu article

- França: la Constitució Francesa Arxivat 2008-01-19 a Wayback Machine. de 1958 es refereix a la llengua de la República al seu article 2.

- Itàlia: la Constitució italiana de 1948 es refereix a les llengües als articles 3 i 6.

## Entitats supraestatals (Europa)
- Unió Europea:
  - El  Reglament 1 de 1958 del Consell de la CEE, amb les corresponents modificacions posteriors, establí les llengües oficials a la Unió.
  - La Carta Europea de les Llengües Regionals o Minoritàries legisla sobre les llengües a la Unió Europea.